# Hòa Bình, Bình Gia
Hòa Bình là một xã thuộc huyện Bình Gia, tỉnh Lạng Sơn, Việt Nam.
Xã Hòa Bình có diện tích 51,6 km², dân số năm 1999 là 1.346 người, mật độ dân số đạt 26 người/km².
Theo thống kê năm 2019, xã Hòa Bình có diện tích 51,6 km², dân số là 1.446 người, mật độ dân số đạt 28 người/km².